# Birgte

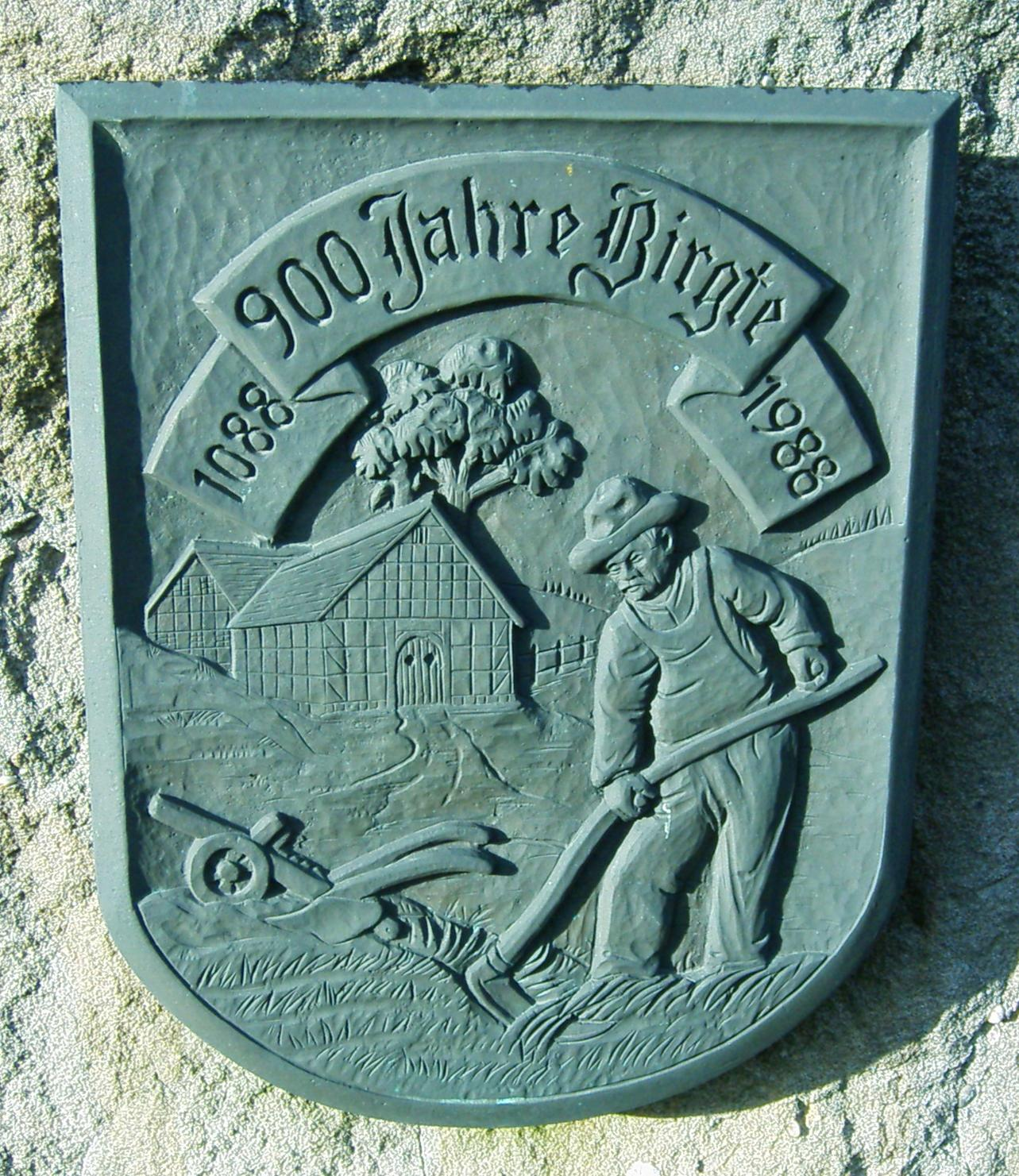
Gedenktafel zur 900-Jahr-Feier vor der ehemaligen Schule

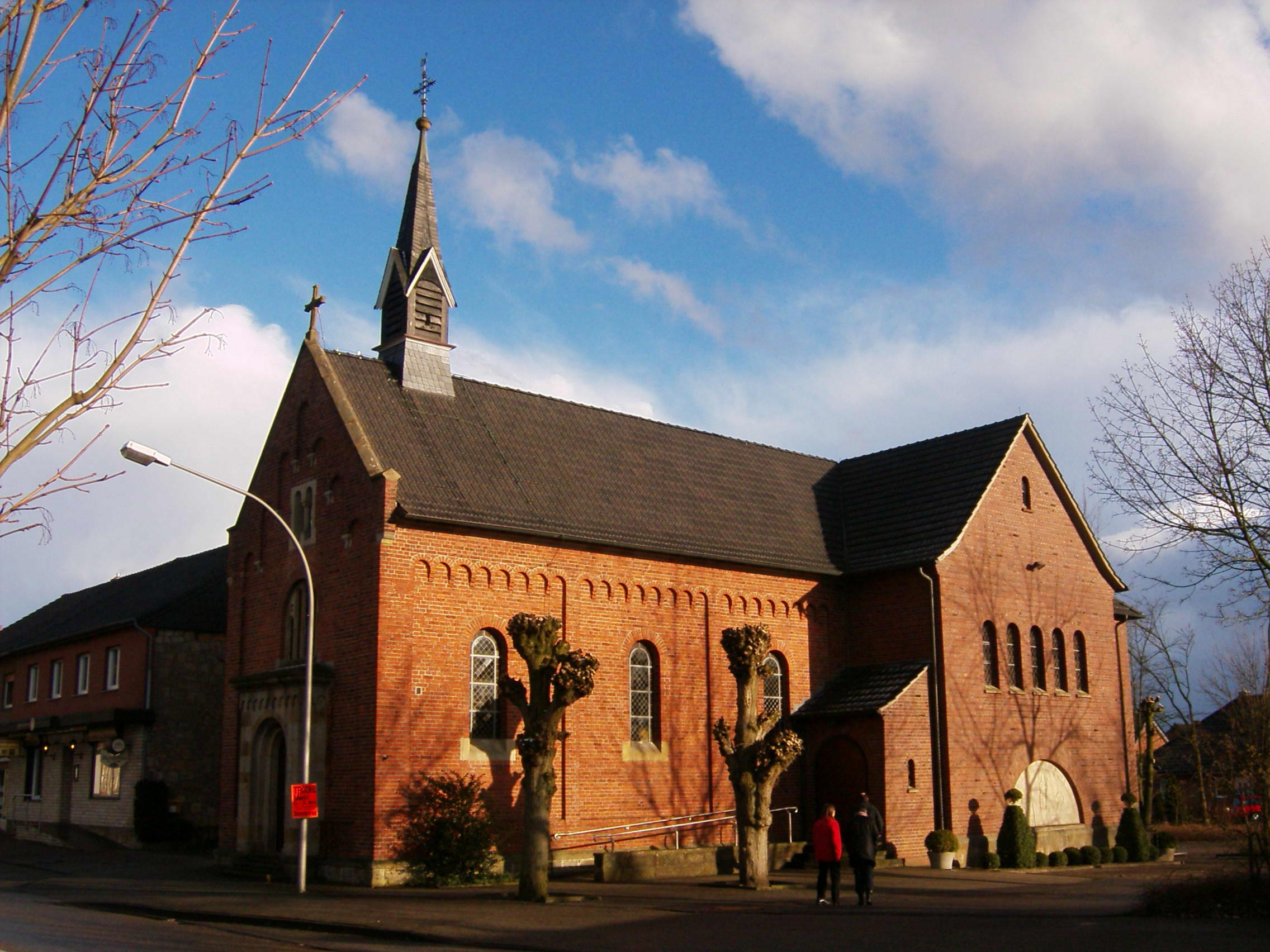
Kapelle in Birgte

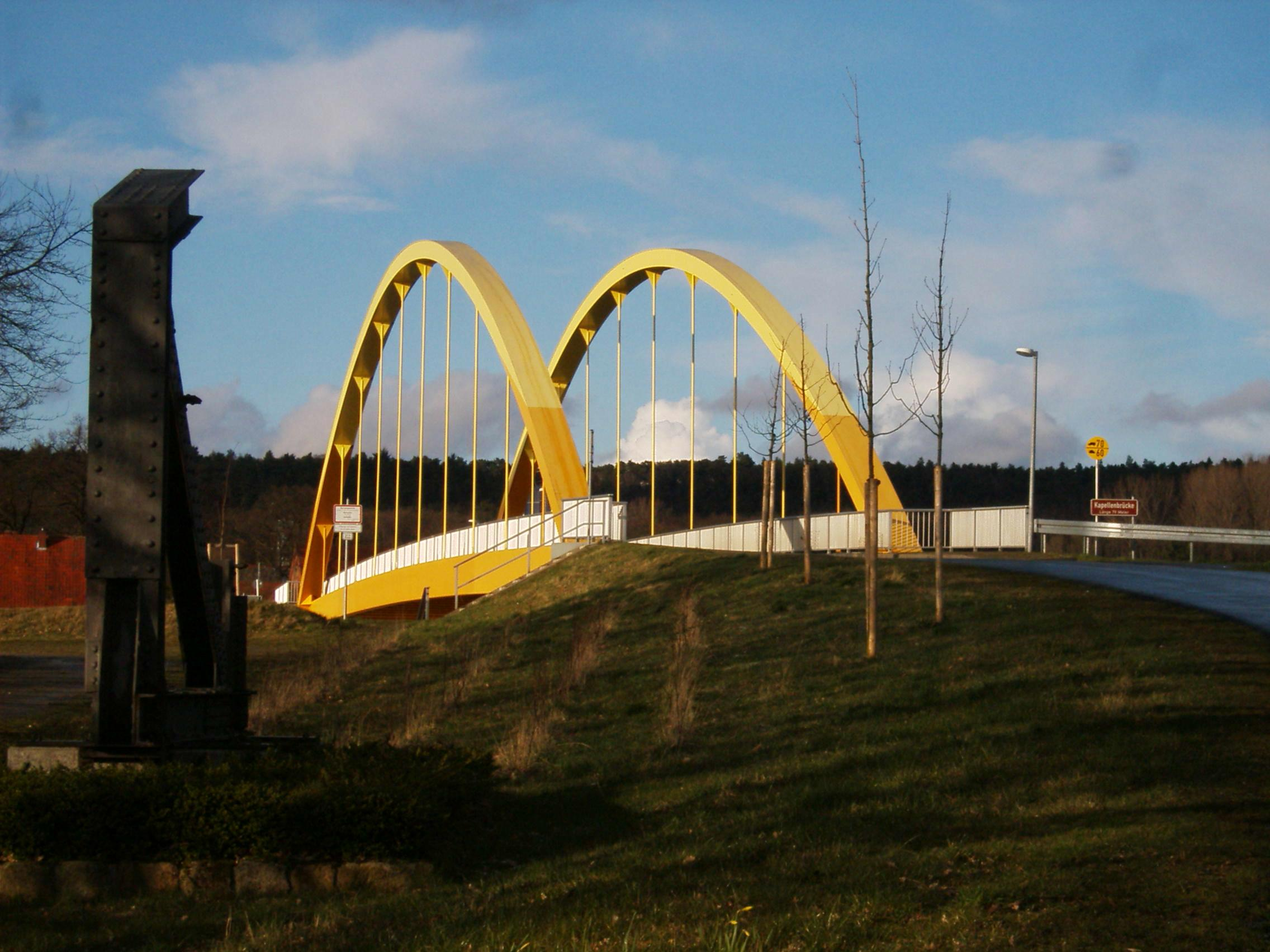
Neue Kapellenbrücke über den Dortmund-Ems-Kanal in Birgte, nach der Kanalverbreiterung im Jahr 2008

Birgte ist eine Ortschaft der Stadt Hörstel in der Region Tecklenburger Land des Kreises Steinfurt (Nordrhein-Westfalen).

## Lage
Birgte liegt auf der südlichen Seite des Teutoburger Waldes am Dortmund-Ems-Kanal. Die höchste Erhebung ist der Birgter Berg, der zum Teutoburger Wald gehört.

## Geschichte
Im Jahre 1088 wurde die Bauerschaft erstmals urkundlich erwähnt und „Birgithi“ genannt. Die erste Schule gab es ab 1846 in Birgte. Seit Ende des 19. Jahrhunderts trennt der Dortmund-Ems-Kanal die Bauerschaft vom Hang des Teutoburger Waldes. Am 5. Juli 1906 wurde eine neue Kapelle eingeweiht. Die Flächen der Bauerschaft werden überwiegend land- und forstwirtschaftlich genutzt. Es gibt in Birgte neue Wohnsiedlungsbereiche, ein Gewerbegebiet reicht bis an die Ortslage von Riesenbeck. Am 7. Juli 1962 stürzte eine Beechcraft Model 50 in Birgte ab, beide Insassen starben. Eines der Opfer war Helene Kamil, Tochter von Georg Herzog zu Mecklenburg, sowie Enkelin von Kaiser Wilhelm II.
Bis zum 1. Januar 1975 war Birgte ein Ortsteil von Riesenbeck im Kreis Tecklenburg.

## Persönlichkeiten
- Karl-Josef Laumann (* 11. Juli 1957 in Riesenbeck), von 2005 bis 2010 und seit 2017 Arbeits-, Sozial- und Gesundheitsminister in NRW, stammt von einem Bauernhof in Birgte